# Liste der Bodendenkmale in Alt-Mölln
In der Liste der Bodendenkmale in Alt-Mölln sind die Bodendenkmale der Gemeinde Alt-Mölln nach dem Stand der Bodendenkmalliste des Archäologischen Landesamts Schleswig-Holstein von 2016 aufgelistet.
| Denkmal-ID           | Befundart     | Bezeichnung                 | Zeitstellung            | Lage | Bemerkungen | Bild |
| -------------------- | ------------- | --------------------------- | ----------------------- | ---- | ----------- | ---- |
| aKD-ALSH-Nr. 000 502 | Altweg, Hafen | Weg/Furt/Wasserstraße/Hafen | Vor- und Frühgeschichte |      |             |      |